# Драмкружок (телесериал, 2021)
Драмкружок (англ. Drama Club) — Американская псевдодокументальная комедия, созданная Моникой Шерер и Мадлен Уайтби, премьера которого состоялась на Nickelodeon в США 20 марта 2021 года.

## Описание
Псевдодокументальная комедия о закулисной жизни школьного драмкружка. Когда группа необычных друзей пытаются организовать шоу, ты никогда не знаешь, чем все закончится.

## В ролях
- Телджи Хюн в роли Мак
- Нэйтан Янак в роли Оливера
- Лили Бреннан в роли Дарси
- Кенсингтон Таллман в роли Бьянки
- Чейз Вакнин в роли Бенча
- Артайон Селестин в роли Скип

## Список серий
| № | Название                     | Показ в США    | Показ в России                                       | Произв. код |
| --- | ---------------------------- | -------------- | ---------------------------------------------------- | ----------- |
| 1 | «Пилот»                      | 20 марта 2021  | 16 октября 2021 (Nickelodeon), 04 ноября 2021 (Okko) | 101         |
| В драмкружке средней школы Тоокус директором стал Мак, который с нетерпением ждёт начала работы над новым оригинальным мюзиклом школы Миннесота, но после того, как их хореограф получает травму, Мак и ребята понимают, что им нужна помощь футболиста. |                              |                |                                                      |             |
| 2 | «Новый Бенч»                 | 27 марта 2021  | 17 октября 2021 (Nickelodeon), 04 ноября 2021 (Okko) | 102         |
| 3 | «Пончо счастья»              | 10 апреля 2021 | 23 октября 2021 (Nickelodeon), 04 ноября 2021 (Okko) | 103         |
| После череды неудач Мак решает надеть своё счастливое пончо, чтобы изменить положение вещей. |                              |                |                                                      |             |
| 4 | «День без связи»             | 03 апреля 2021 | 24 октября 2021 (Nickelodeon), 04 ноября 2021 (Okko) | 104         |
| Когда Дарси забирает у всех мобильные телефоны, потому что они слишком отвлечены, чтобы репетировать, Драмкружок сталкивается с новыми проблемами. Бенч и Скип посещают самое страшное место в школе… библиотеку.                                        |                              |                |                                                      |             |
| 5 | «П. О. Т.»                   | 01 мая 2021    | 31 октября 2021 (Nickelodeon), 04 ноября 2021 (Okko) | 105         |
| 6 | «Пятнадцать Сниффетов Славы» | 17 апреля 2021 | 30 октября 2021 (Nickelodeon), 04 ноября 2021 (Okko) | 106         |
| 7 | «Сонные игры»                | 08 мая 2021    | 04 ноября 2021 (Nickelodeon), 04 ноября 2021 (Okko)  | 107         |
| Драмкружок участвует в школьной игре по захвату флага, чтобы заслужить уважение, но когда Бенч говорит, что вместо этого собирается играть за футбольную команду, они беспокоятся о своих шансах.                                                        |                              |                |                                                      |             |
| 8 | «Призрак театра Фарт»        | 15 мая 2021    | 05 ноября 2021 (Nickelodeon), 04 ноября 2021 (Okko)  | 108         |
| 9 | «Экстремальная репетиция»    | 22 мая 2021    | 06 ноября 2021 (Nickelodeon), 05 ноября 2021 (Okko)  | 109         |
| По мере того, как клуб готовится к генеральной репетиции перед концертом, стресс Мака усиливается. |                              |                |                                                      |             |
| 10 | «Шоу должно продолжаться»    | 22 мая 2021    | 07 ноября 2021 (Nickelodeon), 06 ноября 2021 (Okko)  | 110         |